# Peschtera-Gletscher
Der Peschtera-Gletscher (bulgarisch Ледник Пещера Lednik Peschtera) ist ein Gletscher an der Südküste der Livingston-Insel im Archipel der Südlichen Shetlandinseln. Er fließt von der Nordostflanke des MacKay Peak in nordwestlicher Richtung zur False Bay, die er westlich der südlichen Einfahrt zur Inepta Cove erreicht.
Die bulgarische Kommission für Antarktische Geographische Namen benannte ihn 2002 nach der bulgarischen Stadt Peschtera.